# El pare en viatge de negocis
 El pare en viatge de negocis (en serbo-croat Otac na službenom putu) és una pel·lícula iugoslava d'Emir Kusturica estrenada el 1985. Ha estat doblada al català.

## Argument
La pel·lícula se situa a la Iugoslàvia dels anys 1950, Tito i Stalin es barallen. Mesa, pare del jove Malik, manté una embolic. La seva amant, cansada d'esperar, cedeix a les pressions del cunyat de Mesa.
En el transcurs d'una discussió, li explica a aquest últim les paraules sospitoses del seu amant a propòsit d'un cartell representant Karl Marx treballant davant l'efígie de Stalin.
El cunyat denuncia llavors el seu rival. La família es troba privada del seu cap i tots els seus membres li expliquen al petit Malik la condemna en un camp de treball com un llarg viatge de negocis.

## Repartiment
- Moreno D'E Bartolli: Malik
- Miki Manojlović: Mehmed-Mesa Zolj
- Mirjana Karanović: Senija Sena Zolj
- Mustafa Nadarević: Zijah Zijo Zulfikarpasic
- Mira Furlan: Ankica Vidmar
- Predrag Laković: Franjo
- Pavle Vujisić: Muzamer Zulfikarpasic
- Zoran Radmilović, un pilot

## Premis i nominacions
Palma d'Or al Festival Internacional de Cinema de Canes 1985.